# Coupe d'Europe des vainqueurs de coupe de football 1979-1980
Navigation
Coupe des coupes 1978-1979 Coupe des coupes 1980-1981
La 20e édition de la Coupe des coupes est remportée par le club espagnol du Valence CF. La finale contre Arsenal est disputée au Stade du Heysel de Bruxelles et s'achève sur un score nul de 0-0 après prolongation. C'est la première fois dans l'histoire qu'une coupe d'Europe de clubs se décide aux tirs au but.
C'est la première Coupe des coupes remportée par Valence (qui a déjà disputé trois finales de Coupe des villes de foires dans les années 1960 dont deux victorieuses) et la deuxième finale disputée par le club d'Arsenal, après sa victoire en Coupe des villes de foires 1970.
Pour la première fois depuis sept ans, un club albanais s'inscrit à l'épreuve. Il s'agit du KS Vllaznia Shkodër, vainqueur de la Coupe d'Albanie la saison précédente. Cependant, il déclare forfait lors du premier tour car il refuse d'affronter le FK Dynamo Moscou.
C'est l'attaquant argentin Mario Kempes du Valence CF, sacré champion du monde deux ans plus tôt avec l'Argentine, qui termine meilleur buteur de la compétition avec 9 réalisations.

## Tour préliminaire
| Équipe 1         | Résultat | Équipe 2      | Aller | Retour |
| ---------------- | -------- | ------------- | ----- | ------ |
| Glasgow Rangers  | 3 - 0    | Lillestrøm SK | 1 - 0 | 2 - 0  |
| Boldklubben 1903 | 7 - 0    | APOEL Nicosie | 6 - 0 | 1 - 0  |

## Seizièmes de finale
| Équipe 1            | Résultat     | Équipe 2               | Aller | Retour   |
| ------------------- | ------------ | ---------------------- | ----- | -------- |
| Dynamo Moscou       | Q. - forfait | KS Vllaznia Shkodër    | -     | -        |
| Sliema Wanderers    | 2 - 9        | Boavista FC            | 2 - 1 | 0 - 8    |
| Cliftonville FC     | 0 - 8        | FC Nantes              | 0 - 1 | 0 - 7    |
| BSC Young Boys      | 2 - 8        | FC Steaua Bucarest     | 2 - 2 | 0 - 6    |
| Reipas Lahti        | 0 - 2        | Aris Bonnevoie         | 0 - 1 | 0 - 1    |
| ÍA Akranes          | 0 - 6        | FC Barcelone           | 0 - 1 | 0 - 5    |
| Boldklubben 1903    | 2 - 6        | Valence CF             | 2 - 2 | 0 - 4    |
| Glasgow Rangers     | 2 - 1        | Fortuna Düsseldorf     | 2 - 1 | 0 - 0    |
| Arsenal FC          | 4 - 0        | Fenerbahçe SK          | 2 - 0 | 2 - 0    |
| Wrexham AFC         | 5 - 7        | 1. FC Magdebourg       | 3 - 2 | 2 - 5 ap |
| Panionios Athènes   | 5 - 3        | FC Twente              | 4 - 1 | 1 - 2    |
| IFK Göteborg        | 2 - 1        | Waterford FC           | 1 - 0 | 1 - 1    |
| FC Wacker Innsbruck | 1 - 3        | Lokomotive Kosice      | 1 - 2 | 0 - 1    |
| K Beerschot VAV     | 1 - 2        | HNK Rijeka             | 0 - 0 | 1 - 2    |
| Arka Gdynia         | 3 - 4        | PFK Beroe Stara Zagora | 3 - 2 | 0 - 2    |
| Juventus            | 3 - 2        | Rába ETO Győr          | 2 - 0 | 1 - 2    |

## Huitièmes de finale
| Équipe 1               | Résultat | Équipe 2         | Aller | Retour |
| ---------------------- | -------- | ---------------- | ----- | ------ |
| Dynamo Moscou          | 1 - 1    | Boavista FC      | 0 - 0 | e1 - 1 |
| FC Nantes              | 5 - 3    | Steaua Bucarest  | 3 - 2 | 2 - 1  |
| Aris Bonnevoie         | 2 - 11   | FC Barcelone     | 1 - 4 | 1 - 7  |
| Valence CF             | 4 - 2    | Glasgow Rangers  | 1 - 1 | 3 - 1  |
| Arsenal FC             | 4 - 3    | 1. FC Magdebourg | 2 - 1 | 2 - 2  |
| Panionios Athènes      | 1 - 2    | IFK Göteborg     | 1 - 0 | 0 - 2  |
| Lokomotive Kosice      | 2 - 3    | HNK Rijeka       | 2 - 0 | 0 - 3  |
| PFK Beroe Stara Zagora | 1 - 3    | Juventus         | 1 - 0 | 0 - 3  |

## Quarts de finale
| Équipe 1      | Résultat | Équipe 2     | Aller | Retour |
| ------------- | -------- | ------------ | ----- | ------ |
| Dynamo Moscou | 3 - 4    | FC Nantes    | 0 - 2 | 3 - 2  |
| FC Barcelone  | 3 - 5    | Valence CF   | 0 - 1 | 3 - 4  |
| Arsenal FC    | 5 - 1    | IFK Göteborg | 5 - 1 | 0 - 0  |
| HNK Rijeka    | 0 - 2    | Juventus     | 0 - 0 | 0 - 2  |

## Demi-finales
| Équipe 1   | Résultat | Équipe 2   | Aller | Retour |
| ---------- | -------- | ---------- | ----- | ------ |
| FC Nantes  | 2 - 5    | Valence CF | 2 - 1 | 0 - 4  |
| Arsenal FC | 2 - 1    | Juventus   | 1 - 1 | 1 - 0  |

## Finale
| 14 mai 1980 | Valence CF                                                  | 0 – 0 a. p.       | Arsenal FC                                              | Stade du Heysel, Bruxelles                        |                                                   |
| 20:15 CEST  |                                                             |                   |                                                         | Spectateurs : 40 000 Arbitrage : Vojtěch Christov | Spectateurs : 40 000 Arbitrage : Vojtěch Christov |
| 20:15 CEST  | Rapport                                                     |                   |                                                         | Spectateurs : 40 000 Arbitrage : Vojtěch Christov | Spectateurs : 40 000 Arbitrage : Vojtěch Christov |
| 20:15 CEST  | Arias · Bonhof · Castellanos · Rodríguez · Solsona · Kempes | Tirs au but 5 – 4 | Rix · Hollins · Talbot · Sunderland · Stapleton · Brady | Spectateurs : 40 000 Arbitrage : Vojtěch Christov | Spectateurs : 40 000 Arbitrage : Vojtěch Christov |

| Valence :          |   |                              |  |      |
|                    |   |                              |  |      |
| GK                 | 1 | Carlos Santiago Pereira      |  |      |
| DF                 | 2 | José Carrete de Julián       |  |      |
| DF                 |   | Manuel Ángel Botubot Pereira |  |      |
| DF                 |   | Ricardo Arias                |  |      |
| DF                 |   | Miguel Tendillo              |  |      |
| MF                 |   | Daniel Solsona               |  |      |
| MF                 |   | Enrique Saura                |  |      |
| MF                 |   | Rainer Bonhof                |  |      |
| MF                 |   | Javier Subirats Hernández    |  | 112e |
| FW                 | 9 | Mario Kempes                 |  |      |
| FW                 |   | Pablo Rodríguez              |  |      |
| Remplaçants :      |   |                              |  |      |
| MF                 |   | Ángel Castellanos Céspedes   |  | 112e |
| Entraîneur :       |   |                              |  |      |
| Alfredo Di Stéfano |   |                              |  |      |

| Arsenal :     |    |                 |  |      |
|               |    |                 |  |      |
| GK            | 1  | Pat Jennings    |  |      |
| DF            | 2  | Pat Rice        |  |      |
| DF            | 3  | Sammy Nelson    |  |      |
| DF            | 5  | David O'Leary   |  |      |
| DF            | 6  | Willie Young    |  |      |
| MF            | 11 | Graham Rix      |  |      |
| MF            | 4  | Brian Talbot    |  |      |
| MF            | 10 | David Price     |  | 105e |
| MF            | 7  | Liam Brady      |  |      |
| FW            | 8  | Alan Sunderland |  |      |
| FW            | 9  | Frank Stapleton |  |      |
| Remplaçants : |    |                 |  |      |
| MF            | 12 | John Hollins    |  | 105e |
| Entraîneur :  |    |                 |  |      |
| Terry Neill   |    |                 |  |      |